# Escola Básica Integrada de Angra do Heroísmo
A Escola Básica Integrada de Angra do Heroísmo é um estabelecimento de ensino da rede pública da Região Autónoma dos Açores que serve a zona leste da cidade de Angra do Heroísmo. Integra a educação pré-escolar e os 1.º, 2.º e 3.º ciclos do ensino básico. A escola resultou de sucessivas transformações da antiga Escola Preparatória Ciprião de Figueiredo com a integração da Escola de Educação especial de Angra do Heroísmo e dos estabelecimentos da Àrea Escolar de Angra do Heroísmo.

## Historial
A Escola Básica dos 2.º e 3.º Ciclos de Angra do Heroísmo resultou da instalação em 1983 num complexo escolar próprio da antiga Escola Preparatória Ciprião de Figueiredo, escola que durante mais de uma década compartilhou instalações com o antigo Liceu Nacional de Angra do Heroísmo e que posteriormente funcionou no Palacete Silveira e Paulo, imóvel onde antes esteve instalada a extinta Escola Industrial e Comercial de Angra do Heroísmo. Aquela unidade orgânica servia a quase totalidade do concelho de Angra do Heroísmo, sendo ao tempo a única escola do 2.º ciclo do ensino básico da rede pública na zona urbana de Angra do Heroísmo.
A Escola Preparatória Ciprião de Figueiredo, assim designada em homenagem a Ciprião de Figueiredo, um dos heróis da resistência contra Filipe II de Espanha, foi durante algumas décadas o único estabelecimento do 2.º ciclo do ensino básico no concelho de Angra do Heroísmo. Criada em 1968, aquando da reforma do ensino liceal e a consequente criação do ensino preparatório do ensino secundário operada pelo  Decreto-Lei n.º 47480, de 2 de janeiro de 1967, o estabelecimento funcionou anexo ao Liceu Nacional de Angra do Heroísmo (actual Escola Secundária Jerónimo Emiliano de Andrade) até outubro de 1983, passando então a ter instalações próprias.